# Drösing
Drösing ist eine Marktgemeinde mit 1147 Einwohnern (Stand 1. Jänner 2024) im Bezirk Gänserndorf in Niederösterreich.

## Geografie
Drösing liegt am Ostrand des Weinviertels an der March und damit an der Grenze zur Slowakei in Niederösterreich. Die Fläche der Marktgemeinde umfasst 29,49 Quadratkilometer. 25,7 Prozent der Fläche sind bewaldet.

### Gemeindegliederung
Das Gemeindegebiet umfasst folgende zwei Ortschaften 170
- Drösing (898)
- Waltersdorf an der March (249)

Die Gemeinde besteht aus den Katastralgemeinden Drösing und Waltersdorf an der March.

### Nachbargemeinden
|             | Ringelsdorf-Niederabsdorf                   |                           |
| Zistersdorf | Kompassrose, die auf Nachbargemeinden zeigt | Závod                     |
| Dürnkrut    | Jedenspeigen                                | Malé Leváre, Veľké Leváre |

## Geschichte
Wann Drösing gegründet wurde, ist nicht bekannt. In einer Urkunde, in der Leuthold von Kuenring seinen Untertanen zu Drösing im Jahre 1293 seine „Hofmarch zu Drezzing“ zwecks Neubau einer Kirche schenkte, wird Drösing bereits als Markt bezeichnet.
Mitte des 19. Jahrhunderts erforschte der tschechische Historiker Alois Vojtěch Šembera die slawische Besiedlung des westlichen March- und Zayaufers. Er kam zum Schluss, dass die Bevölkerung ab Waltersdorf (slowakisch Přílepy), mit der Ausnahme von Drösing, bis zur heutigen Staatsgrenze zur überwiegenden Mehrheit (Hohenau und Rabensburg über 90 %) aus Slowaken bestand. Die Volkszählungen ab Ende des 19. Jahrhunderts weisen zwischen den Jahrzehnten zum Teil absurd hohe Schwankungen bei der Feststellung der Umgangssprache aus, was auf eine weit verbreitete Zweisprachigkeit der in dem Gebiet lebenden Deutschen, Tschechen, Slowaken und Kroaten hindeutet. Der Assimilationsdruck verstärkte sich mit dem Aufkommen des Nationalitätenkonflikts zwischen Deutschen und Tschechen nach 1880.
Laut Adressbuch von Österreich waren im Jahr 1938 in der Ortsgemeinde Drösing zwei Ärzte, ein Tierarzt, zwei Bäcker, zwei Baustoffhändler, zwei Binder, zwei Brennstoffhändler, ein Brunnenbauer, ein Dachdecker, ein Elektrotechniker, drei Fleischer, zwei Friseure, ein Gärtner, acht Gastwirte, sechs Gemischtwarenhändler, eine Hebamme, ein Holzhändler, ein Landesproduktehändler, ein Maurermeister, ein Obst- und Gemüsehändler, drei Sattler, zwei Schlosser, zwei Schmiede, vier Schneider und zwei Schneiderinnen, fünf Schuster, ein Spengler, vier Tischler, ein Wagner, zwei Zimmermeister und zahllose Landwirte ansässig. Des Weiteren gab es im Ort ein Kaffeehaus, ein Kino, die Firma Landwirtschaftliche Maschinenfabrik und Motorenriffelwerk, eine Mühle samt Sägewerk, die Raffinerie Nowa der Oel- und Brennstoff AG („Creditul Minier“), eine Ziegelei und eine Überfuhr über die March.

### Einwohnerentwicklung
| Drösing: Einwohnerzahlen von 1869 bis 2024 | Drösing: Einwohnerzahlen von 1869 bis 2024 | Drösing: Einwohnerzahlen von 1869 bis 2024 | Drösing: Einwohnerzahlen von 1869 bis 2024 | Drösing: Einwohnerzahlen von 1869 bis 2024 |
| ------------------------------------------ | ------------------------------------------ | ------------------------------------------ | ------------------------------------------ | ------------------------------------------ |
| Jahr                                       |                                            |                                            |                                            | Einwohner                                  |
| 1869                                       | 1869                                       |                                            | 1.325                                      | 1.325                                      |
| 1880                                       | 1880                                       |                                            | 1.633                                      | 1.633                                      |
| 1890                                       | 1890                                       |                                            | 1.702                                      | 1.702                                      |
| 1900                                       | 1900                                       |                                            | 1.739                                      | 1.739                                      |
| 1910                                       | 1910                                       |                                            | 1.852                                      | 1.852                                      |
| 1923                                       | 1923                                       |                                            | 1.875                                      | 1.875                                      |
| 1934                                       | 1934                                       |                                            | 1.867                                      | 1.867                                      |
| 1939                                       | 1939                                       |                                            | 1.756                                      | 1.756                                      |
| 1951                                       | 1951                                       |                                            | 1.822                                      | 1.822                                      |
| 1961                                       | 1961                                       |                                            | 1.554                                      | 1.554                                      |
| 1971                                       | 1971                                       |                                            | 1.363                                      | 1.363                                      |
| 1981                                       | 1981                                       |                                            | 1.195                                      | 1.195                                      |
| 1991                                       | 1991                                       |                                            | 1.204                                      | 1.204                                      |
| 2001                                       | 2001                                       |                                            | 1.192                                      | 1.192                                      |
| 2011                                       | 2011                                       |                                            | 1.124                                      | 1.124                                      |
| 2021                                       | 2021                                       |                                            | 1.091                                      | 1.091                                      |
| 2024                                       | 2024                                       |                                            | 1.147                                      | 1.147                                      |
| Quelle(n): Statistik Austria               |                                            |                                            |                                            |                                            |

## Kultur und Sehenswürdigkeiten

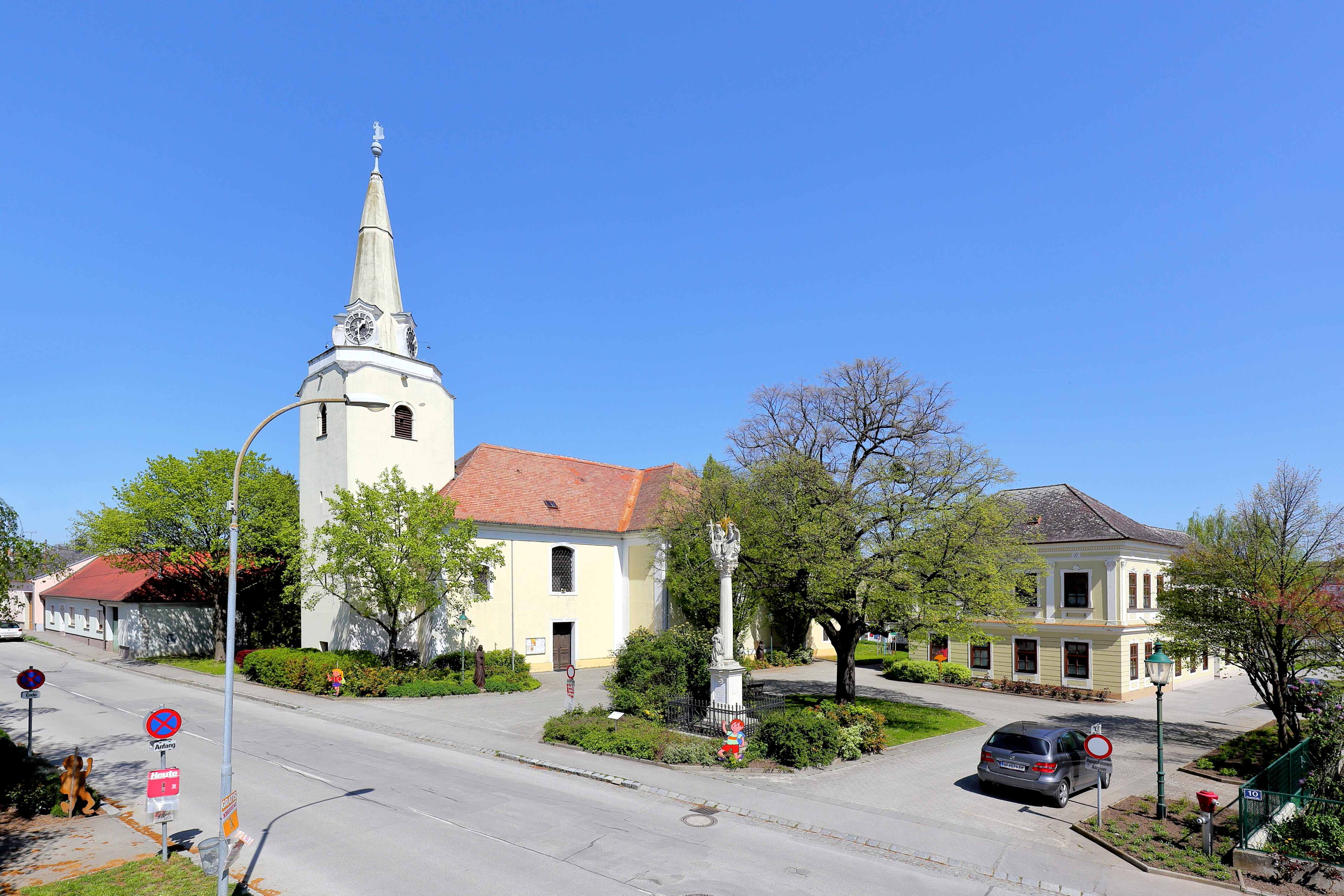
Pfarrkirche Drösing

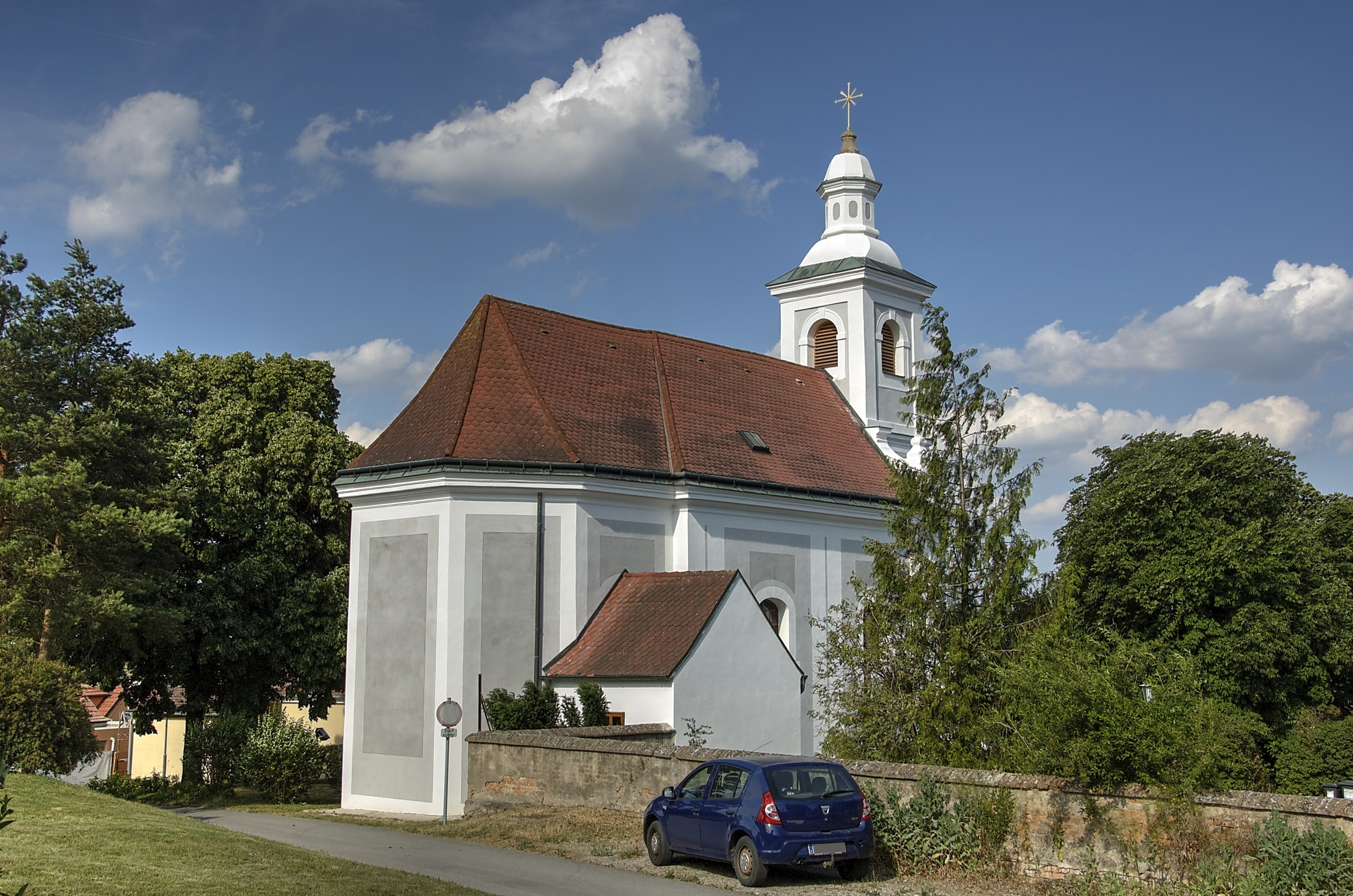
Filialkirche Waltersdorf an der March

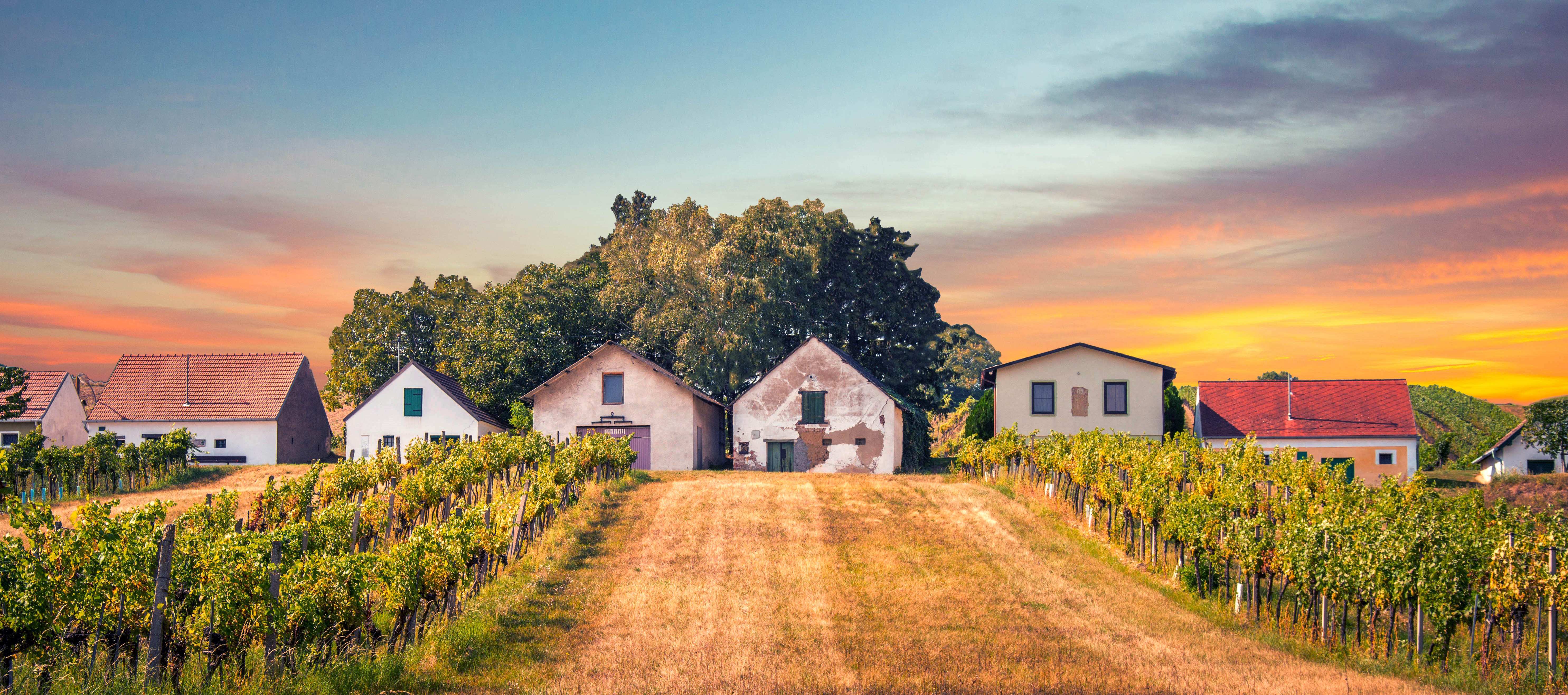
Kellergasse in Waltersdorf an der March

- Katholische Pfarrkirche Drösing hl. Laurentius
- Katholische Filialkirche Waltersdorf an der March hl. Michael

## Wirtschaft und Infrastruktur
Nichtlandwirtschaftliche Arbeitsstätten gab es im Jahr 2001 34, land- und forstwirtschaftliche Betriebe nach der Erhebung 1999 53. Die Zahl der Erwerbstätigen am Wohnort betrug nach der Volkszählung 2001 506. Die Erwerbsquote lag 2001 bei 43,45 Prozent.
Die Gemeinde ist Teil der RV March-Thaya-Auen.

### Bildung
In Drösing befindet sich ein Kindergarten und eine Volksschule.

### Verkehr
- Bahn: Drösing liegt an der Kaiser Ferdinands-Nordbahn und ist Ausgangspunkt der nur mehr für den Güterverkehr genutzten Bahnstrecke Drösing–Zistersdorf.
- Fähre Drösing–Veľké Leváre

### Altlasten
In Drösing bestand westlich des Bahnhofes von 1899 bis 1937 die Petroleumraffinerie Drösing, die unter anderem Kerosin, Wundbenzin, Leicht-, Mittel- und Schwerbenzin sowie Petroleum herstellte. Auf einem großen Teil des ehemaligen Betriebsgeländes wurden Mineralölkontaminationen festgestellt, wobei der stark mit Mineralöl kontaminierte Untergrundbereich mit ca. 55.000 m² und mit ca. 100.000 m³ geschätzt wird. Säurehaltige hochviskose Mineralölkohlenwasserstoffe, die bei Produktion als Abfall anfielen, wurden in weiteren Prozessen nicht aufgespaltet und verwertet, sondern gelangten in eine Säureteergrube, die bis zum Ende der Produktionszeit 2.000 m³ fasste. Da die Ausbreitung der Schadstoffe im Grundwasser aktuell gering ist, wird auch in Zukunft mit keinen erheblichen Schadstoffemissionen in den Grundwasserabstrom zu rechnen werden. Der erheblich verunreinigte Bereich der Säureteergrube stellt jedoch eine erhebliche Gefahr für die Umwelt dar.

## Politik

### Gemeinderat
Der Gemeinderat hat 19 Mitglieder.
- Nach den Gemeinderatswahlen in Niederösterreich 1990 hatte der Gemeinderat folgende Verteilung: 11 ÖVP und 8 SPÖ.
- Nach den Gemeinderatswahlen in Niederösterreich 1995 hatte der Gemeinderat folgende Verteilung: 14 ÖVP und 5 SPÖ.[5]
- Nach den Gemeinderatswahlen in Niederösterreich 2000 hatte der Gemeinderat folgende Verteilung: 11 ÖVP, 7 SPÖ und 1 FPÖ.[6]
- Nach den Gemeinderatswahlen in Niederösterreich 2005 hatte der Gemeinderat folgende Verteilung: 10 SPÖ und 9 ÖVP.[7]
- Nach den Gemeinderatswahlen in Niederösterreich 2010 hatte der Gemeinderat folgende Verteilung: 11 SPÖ und 8 ÖVP.[8]
- Nach den Gemeinderatswahlen in Niederösterreich 2015 hatte der Gemeinderat folgende Verteilung: 13 SPÖ und 6 ÖVP.[9]
- Nach den Gemeinderatswahlen in Niederösterreich 2020 hat der Gemeinderat folgende Verteilung: 11 SPÖ und 8 ÖVP.[10]
- Nach den Gemeinderatswahlen in Niederösterreich 2025 hat der Gemeinderat folgende Verteilung: 10 ÖVP, 8 SPÖ und 1 FPÖ.[11]

### Bürgermeister
- bis 2005 Josef Duchkowitsch (ÖVP)
- 2005–2025 Josef Kohl (SPÖ)
- seit 2025 Robert Weiser (ÖVP)

### Wappen
1983 wurde der Gemeinde folgendes Wappen verliehen: In einem blauen Schild ein silberner, mit drei Zinnen bekrönter Wehrturm, der oberhalb des mittleren Tores einen von Blau auf Rot geteilten Schild mit einem aus der Schildesteilung wachsenden rotbewehrten silbernen Löwen trägt. 
Die Gemeindefarben sind Blau-Weiß-Rot.

## Persönlichkeiten

### Söhne und Töchter der Gemeinde
- Joseph Deckert (1843–1901), katholischer Geistlicher
- Georg Gaß (1878–1944), Tierarzt, Heimatdichter, Mitglied der steirischen Landesregierung

### Personen mit Bezug zur Gemeinde
- Haimo L. Handl (1948–2019), Publizist und Verleger, lebte ab 2003 in Drösing